# La Romana (République dominicaine)
Pour les articles homonymes, voir La Romana.
La Romana est une ville située en République dominicaine, à une centaine de kilomètres à l'est de la capitale Saint-Domingue. Elle est le chef-lieu de la province de La Romana et rassemble plus de la moitié de la population de celle-ci.
Elle doit son nom à une grande balance romaine qui servait au XVIe siècle à peser les marchandises transitant par ce port, important à l'époque.
Dans les environs, Altos de Chavon, village de style italien du XVIe siècle, perché sur une falaise, dominant le rio Chavon et Casa de Campo, rendez-vous de milliardaires, dont plusieurs y ont leur résidence.

## Démographie
Troisième ville du pays en nombre d'habitants :
- 1981 : 91 571
- 1993 : 140 200
- 2004 : 171 500

## Économie
La Romana a été bâtie pour loger les travailleurs des plantations sucrières. Actuellement, elle voit se développer des installations touristiques. Elle dispose d'un aéroport international, l'Aéroport international Casa de Campo.
Le salaire moyen mensuel de ces ouvriers est de 5 000 pesos dominicains (DOP) soit environ 103 euros.

## Événements
- Le 6 novembre 2004, Louis de Bourbon, considéré par les légitimistes comme héritier du trône de France, célébra à Altos de Chavon, son mariage avec Marie-Marguerite Vargas y Santaella.

## Tourisme
La Romana est une escale pour certaines croisières dans les Caraïbes, les croisiéristes passent la journée sur les îles de Catalina et Saona et profitent des eaux turquoise et chaudes de ces petites îles.
C'est à La Romana que se trouve le célèbre complexe de Casa De Campo avec plusieurs terrains de golf de renommés mondiale, une marina, un hôtel, des villas de luxe et le village médiéval de Altos de Chavon.
Les belles plages de Bayahibe sont à 20 minutes de La Romana.